# 50 франків (Расін)
50 франків (Расін) — французька банкнота, ескіз якої розроблений 7 червня 1962 року і випускалася в обіг Банком Франції з 2 січня 1963 року до заміни на банкноту 50 франків Кантен де Латур.

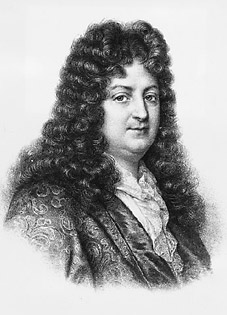
Жан Расін — французький драматург, один із «Великої Трійці» драматургів Франції XVII століття, поруч з Корнелем та Мольєром

## Історія
Банкнота належить до серії присвяченої відомим вченим, розпочатої Банком Франції в 1963 році. В рамках серії вийшли банкноти присвячені Вольтеру, Пастеру, Корнелю і Мольєру. Вся серія була випущена в період з травня 1966 по червень 1976 року. Початок виходу цієї серії з обігу 6 червня 1976, а 15 вересня 1986 року всі банкноти даної серії оголошені недійсними і позбавлені статусу законного платіжного засобу.

## Опис
Автори банкноти П'єр Ламбер і гравери Жюль Піль і Андре Марлі. Колірна гамма дуже збалансована, з домінуванням жовтого, помаранчевого кольорів. 
Аверс: портрет Расіна з гравюри Жана Далле, на тлі монастиря Пор-Рояль.
Реверс: портрет Расіна, на тлі Ла-Ферте-Мілон. 
Розміри банкноти 160 мм х 85 мм.

## Джерело
- Перелік французьких банкнот [Архівовано 14 квітня 2012 у Wayback Machine.]
- Сайт нумізматики та боністики Франції [Архівовано 12 березня 2014 у Wayback Machine.]